# Худший человек на свете
«Худший человек на свете» (норв. Verdens verste menneske) — художественный фильм 2021 года совместного производства Норвегии, Дании, Швеции и Франции. Его снял режиссёр Йоаким Триер, главную роль сыграла Ренате Реинсве. Фильм был впервые показан на 74-м Каннском кинофестивале в июле 2021 года в рамках основной конкурсной программы, причём Реинсве получила приз за лучшую женскую роль. Он получил ряд других кинопремий и номинаций, в том числе был номинирован на «Оскар» в двух категориях («Лучший фильм на иностранном языке» и «Лучший оригинальный сценарий»).

## Сюжет
Юная студентка Юлия из хорошей норвежской семьи начинает взрослую жизнь, думая, что станет врачом. Её главные черты — беспокойство и рефлексия. Ни одно событие и переживание Юлия не оставляет просто так, ставит под сомнение собственные и чужие ценности и живёт в постоянном внутреннем конфликте. После первых месяцев учёбы она решает, что психология ей ближе, чем медицина, а потом увлекается писательством, фотографией и книжным делом. Фильм разбит на 12 последовательных глав: Юлия меняет профессии и возлюбленных, переживает длительные отношения и лёгкие увлечения, приспосабливается к новым обстоятельствам и открывает разные стороны своей личности.

## В ролях
- Ренате Реинсве — Джули
- Андерс Даниэльсен Ли — Аксель
- Херберт Нордрум — Эйвинд
- Ханс Улав Бреннер — Уле Магнус
- Хелене Бьёрнебю — Карианна
- Видар Сандем — Пер Харальд
- Мария Грация Ди Мео — Суннива

## Релиз и оценки
Картина была впервые показана на 74-м Каннском кинофестивале в июле 2021 года в рамках основной конкурсной программы. 11 сентября того же года её показали на кинофестивале в Торонто, затем она вышла в театральный прокат: 13 октября во Франции, 15 октября в Норвегии, 19 ноября в Швеции, 16 июня 2022 года в Дании.
На сайте-агрегаторе отзывов Rotten Tomatoes «Худший человек на свете» получил рейтинг 96 % со средней оценкой 8,8/10. По словам рецензентов с этого ресурса, фильм «восхитительно переворачивает устоявшиеся стереотипы жанра». На сайте Metacritic картина получила 91 балл из 100, что указывает на «всеобщее признание». Питер Брэдшоу из The Guardian назвал её одной из лучших на Каннском фестивале и «настоящей классикой». Ричард Лоусон из Vanity Fair охарактеризовал фильм как «изысканный, задумчивый (и откровенно грустный)», похвалив игру актёров и сценарий. Дэвид Эрлих (IndieWire) поставил ему оценку «В» и высоко оценил игру Реинсве. Издания The Atlantic и Vanity Fair объявили «Худшего человека на свете» лучшим фильмом 2021 года.
Критики отмечали, что очередная картина Триера получилась заметно более лёгкой, игривой и смешной, благодаря чему стала более перспективной с коммерческой точки зрения. Российский критик Антон Долин охарактеризовал «Худшего человека на свете» как «милый, но не слишком осмысленный фильм».
Звучали и негативные отзывы. Так, Дебора Росс сочла образ «неряшливой молодой женщины» несколько утрированным", назвала фильм «достаточно приятным», но оставляющим зрителя равнодушным. Ричарду Броуди «Худший человек на свете» показался фальшивым за исключением игры Реинсве. Центральный персонаж, по мнению критика, сведён к нескольким чертам характера, «узость драматургической формы отражает узость, с которой фильм рассматривает своего главного героя, и узость мировоззрения, которое он воплощает».

## Награды и номинации
- 2021 — приз за лучшую женскую роль на Каннском кинофестивале.
- 2021 — три приза Вальядолидского кинофестиваля: приз ФИПРЕССИ, приз молодёжного жюри и приз Golden Blogos.
- 2021 — приз за лучшую операторскую работу на Чикагском кинофестивале.
- 2021 — приз зрительских симпатий на Гентском кинофестивале.
- 2021 — две номинации на премию Европейской киноакадемии за лучший сценарий (Йоаким Триер и Эскиль Вогт) и лучшую женскую роль (Ренате Реинсве).
- 2021 — попадание в пятёрку лучших фильмов на иностранном языке по версии Национального совета кинокритиков США.
- 2022 — две номинации на премию «Оскар» за лучший фильм на иностранном языке[21] и лучший оригинальный сценарий (Йоаким Триер и Эскиль Вогт).
- 2022 — две номинации на премию BAFTA за лучший фильм не на английском языке и за лучшую женскую роль (Ренате Реинсве).
- 2022 — 5 премий «Аманда»: лучший фильм, лучший сценарий (Йоаким Триер и Эскиль Вогт), лучшая актриса (Ренате Реинсве), лучший актёр второго плана (Андерс Даниэльсен Ли), приз зрительских симпатий. Кроме того, лента получила 7 номинаций.
- 2022 — две номинации на премию «Спутник» за лучший международный фильм и за лучшую женскую роль в комедии или мюзикле (Ренате Реинсве).
- 2022 — две номинации на премию Лондонского кружка кинокритиков за лучший фильм на иностранном языке и за лучшую женскую роль (Ренате Реинсве).
- 2022 — Премия британского независимого кино за лучший международный независимый фильм.
- 2022 — номинация на премию «Выбор критиков» за лучший фильм на иностранном языке.
- 2022 — номинация на премию «Сезар» за лучший иностранный фильм.
- 2022 — номинация на кинопремию Северного совета.
- 2023 — премия «Бодиль» за лучший фильм не на английском языке.
- 2023 — премия «Гойя» за лучший европейский фильм.
- 2023 — премия «Роберт» за лучший неанглоязычный фильм.
- 2023 — номинация на премию «Орлы» за лучший европейский фильм.